# ¡Hola Raffaella!
¡Hola Raffaella! è stato un programma televisivo condotto da Raffaella Carrà e trasmesso dalla rete spagnola Televisión Española ( TVE 1) . Andò in onda in diretta il giovedì sera a partire dalle ore 21:30 dall'8 Maggio 1992 al 14 Luglio 1994, per un totale di 33 puntate, più una puntata con il meglio di “¡Hola Raffaella!”, tutte distribuite in tre diverse edizioni. Lo show sarà premiato con tre TP de Oro, il premio televisivo più prestigioso di Spagna, due come Miglior Spettacolo di Varietà nel '92 e nel '93 e uno come Miglior presentatrice a Raffaella Carrà nel '93.

## Il Programma
Il programma riprende alcune cose sperimentate già da Raffaella Carrà in "Pronto, Raffaella?" o "Ricomincio da due" però sviluppate in maniera più spettacolare anticipando "Carràmba! Che sorpresa". Dunque avremo la zona divano con tanti ospiti che venivano lì intervistati scherzando tra loro come se ci trovassimo in un vero salotto e restando lì per l'intera puntata. Oltre alle interviste Raffaella Carrà lì con gli ospiti giocava al "Se Fosse" un mini-concorso in cui le celebrità si sfidavano per scoprire l'identità nascosta di un personaggio famoso. 
Il gioco era in realtà una scusa per gli ospiti per chiacchierare in modo amichevole con la padrona di casa dello spazio. Un altro spazio dello studio era usato da Raffaella Carrà per ballare e cantare le sue canzoni. Raffaella nella prima puntata entrerà in quello spazio dello studio cantando "Aunque no soy española". Famose le interviste a Richard Gere e a Diego Armando Maradona. Gli ospiti erano sia internazionali che spagnoli. Tra gli ospiti italiani ricordiamo Eros Ramazzotti, Gina Lollobrigida, Fabio Testi e Sabrina Salerno.
Raffealla Carrà era accompagnata nella conduzione anche da vari artisti spagnoli che sono cambiati nel corso delle vari edizioni, dagli attori Loles León e Luis Lorenzo Crespo , ad una squadra di comici composta da Las Virtudes, Cruz e Raya, Marianico el corto, Pedro Reyes e Moncho Borrajo . Particolare popolarità ha raggiunto l'ipnotizzatore Tony Kamo che ha ipnotizzato personaggi anonimi e anche alcuni degli ospiti famosi del programma, provocando situazioni divertenti.
La regia era affidata a Sergio Japino mentre la direzione musicale a Danilo Vaona. 

## Premi
- Oro TP (1992):
- Miglior rivista e programma di varietà .
- Miglior presentatore ( nominato : Raffaella Carrà).

- Oro TP (1993):
- Miglior rivista e programma di varietà .
- Miglior presentatore : Raffaella Carrà.

## Trasmissione internazionale
¡Hola Raffaella! è stato trasmesso anche in altri paesi. Uno di questi è il Venezuela , dove è stato trasmesso da Radio Caracas Televisión nel 1992-1993 all'interno dello spazio Saturday World .